# Championnat du Chili de football 1992
Navigation
Saison précédente Saison suivante
La saison 1992 du Championnat du Chili de football est la soixantième édition du championnat de première division au Chili. Les seize meilleurs clubs du pays sont regroupés au sein d'une poule unique où ils s'affrontent deux fois au cours de la saison, à domicile et à l'extérieur. À la fin du championnat, les deux derniers du classement sont relégués et remplacés par les deux meilleurs clubs de Segunda División, la deuxième division chilienne tandis que les 13e et 14e doivent passer par le barrage de promotion-relégation.
C'est le Club de Deportes Cobreloa qui remporte le championnat cette saison après avoir terminé en tête du classement final, avec deux points d'avance sur le triple tenant du titre, Colo Colo et trois sur le CD Universidad Católica. C'est le cinquième titre de champion du Chili de l'histoire du club. 

## Les clubs participants
| - Colo Colo - CD Universidad Católica - CF Universidad de Chile - Unión Española - CD Coquimbo Unido - Deportes Temuco - Promu de Segunda División - Club de Deportes Cobreloa - CD Arturo Fernandez Vial | - CD Everton de Viña del Mar - Club de Deportes Cobresal - Club Deportivo O'Higgins - Deportes La Serena - Club Deportivo Palestino - Club Deportivo Huachipato - Promu de Segunda División - Club Deportes Concepción - Club de Deportes Antofagasta |

## Compétition
Le barème utilisé pour établir le classement est le suivant :
- Victoire : 2 points
- Match nul : 1 point
- Défaite : 0 point

### Classement
| Rang | Équipe                       | Pts | J  | G  | N  | P  | Bp | Bc | Diff |
| ---- | ---------------------------- | --- | -- | -- | -- | -- | -- | -- | ---- |
| 1    | Club de Deportes Cobreloa    | 44  | 30 | 17 | 10 | 3  | 56 | 31 | +25  |
| 2    | Colo ColoT                   | 42  | 30 | 18 | 6  | 6  | 68 | 36 | +32  |
| 3    | CD Universidad Católica      | 41  | 30 | 16 | 9  | 5  | 67 | 29 | +38  |
| 4    | CF Universidad de Chile      | 34  | 30 | 12 | 10 | 8  | 38 | 29 | +9   |
| 5    | Unión EspañolaC              | 32  | 30 | 14 | 4  | 12 | 50 | 46 | +4   |
| 6    | Club Deportivo O'Higgins     | 29  | 30 | 11 | 7  | 12 | 45 | 43 | +2   |
| 7    | Club de Deportes Antofagasta | 29  | 30 | 10 | 9  | 11 | 34 | 35 | -1   |
| 8    | Deportes TemucoP             | 28  | 30 | 8  | 12 | 10 | 35 | 40 | -5   |
| 9    | Deportes La Serena           | 27  | 30 | 9  | 9  | 12 | 30 | 35 | -5   |
| 10   | CD Coquimbo Unido            | 27  | 30 | 9  | 9  | 12 | 41 | 53 | -12  |
| 11   | Club Deportes Concepción     | 27  | 30 | 9  | 9  | 12 | 35 | 47 | -12  |
| 12   | Club Deportivo Palestino     | 27  | 30 | 10 | 7  | 13 | 44 | 61 | -17  |
| 13   | CD Everton de Viña del Mar   | 26  | 30 | 9  | 8  | 13 | 43 | 47 | -4   |
| 14   | Club de Deportes Cobresal    | 25  | 30 | 9  | 7  | 14 | 35 | 46 | -11  |
| 15   | CD Arturo Fernandez Vial     | 24  | 30 | 5  | 14 | 11 | 29 | 39 | -10  |
| 16   | Club Deportivo HuachipatoP   | 18  | 30 | 6  | 6  | 18 | 34 | 67 | -33  |

|  | Qualification pour la Copa Libertadores 1993                                     |
|  | Qualification pour la Liguilla pré-Libertadores                                  |
|  | Participation au barrage de promotion-relégation                                 |
|  | Relégation directe en Segunda Division                                           |
|  | T : Tenant du titre C : Vainqueur de la Copa Chile P : Promu de Segunda Division |

### Liguilla pré-Libertadores
La Liguilla est disputé en deux phases. Les six équipes jouent un premier tour en matchs aller-retour, puis les trois qualifiés, rejoint par le mieux classé des trois éliminés, s'affrontent au sein d'une poule.
Premier tour :
| Équipe 1                     | Résultat | Équipe 2                | Aller | Retour |
| ---------------------------- | -------- | ----------------------- | ----- | ------ |
| Club de Deportes Antofagasta | 1 - 4    | Colo Colo               | 0 - 3 | 1 - 1  |
| Unión Española               | 4 - 2    | CF Universidad de Chile | 0 - 1 | 4 - 1  |
| Club Deportivo O'Higgins     | 4 - 6    | CD Universidad Católica | 3 - 6 | 1 - 0  |

- Le CF Universidad de Chile est qualifié en tant que mieux classé des trois éliminés.

Poule finale :
| Rang | Équipe                  | Pts | J | G | N | P | Bp | Bc | Diff |
| ---- | ----------------------- | --- | - | - | - | - | -- | -- | ---- |
| 1    | CF Universidad de Chile | 3   | 3 | 1 | 1 | 1 | 3  | 2  | +1   |
| 2    | CD Universidad Católica | 3   | 3 | 1 | 1 | 1 | 5  | 5  | 0    |
| 3    | Colo Colo               | 3   | 3 | 1 | 1 | 1 | 4  | 4  | 0    |
| 4    | Unión Española          | 3   | 3 | 1 | 1 | 1 | 2  | 3  | -1   |

|  | Participation au barrage |

Barrage :
| 13 janvier 1993 | CD Universidad Católica | 3 - 1 | CF Universidad de Chile | Estadio Nacional, Santiago du Chili            |                                                |
|                 | Almada 14e, 45e, 90e    |       | Mora 10e                | Spectateurs : 72 740 Arbitrage : Enrique Marín | Spectateurs : 72 740 Arbitrage : Enrique Marín |

### Barrage de promotion-relégation
Les 13e et 14e du classement (CD Everton et Cobresal) affrontent en barrage les 3e et 4e de Segunda División, le Deportes Melipilla et Regional Atacama. Seul Everton parvient à se maintenir en Primera Division tandis que le Deportes Melipilla y accède pour la première fois de son histoire.

## Bilan de la saison
| Championnat du Chili de football 1992 |                                                                              |
| Champion                              | Club de Deportes Cobreloa (5e titre)                                         |
| Coupes et trophées                    |                                                                              |
| Vainqueur de la Coupe du Chili 1992   | Unión Española                                                               |
| Qualifications continentales          |                                                                              |
| Copa Libertadores 1993                | Club de Deportes Cobreloa                                                    |
| Copa Libertadores 1993                | CD Universidad Católica                                                      |
| Copa CONMEBOL 1993                    | Colo Colo                                                                    |
| Promotions et relégations             |                                                                              |
| Promus en Primera División            | Deportes Melipilla Club de Deportes Iquique Provincial Osorno                |
| Relégués en Segunda División          | CD Arturo Fernandez Vial Club Deportivo Huachipato Club de Deportes Cobresal |